# エドワード・ウィンダム (第2代準男爵)
第2代準男爵サー・エドワード・ウィンダム（英語: Sir Edward Wyndham, 2nd Baronet、1667年ごろ – 1695年6月29日埋葬）は、イングランド王国の政治家。トーリー党に所属し、1685年から1695年まで庶民院議員を務めた。ハノーヴァー朝初期にトーリー党の指導者を務めた第3代準男爵サー・ウィリアム・ウィンダムは息子にあたる。

## 生涯
初代準男爵サー・ウィリアム・ウィンダムとフランシス・ハンガーフォード（Frances Hungerford、1696年ごろ没、アンソニー・ハンガーフォードの娘）の息子として、1667年ごろに生まれた。1683年10月29日に父が死去すると、準男爵位を継承した。
1683年にサマセット副統監に、1685年にサマセットの治安判事に任命された後、1685年イングランド総選挙でトーリー党候補としてイルチェスター選挙区から出馬、ウィリアム・ストロードを破って当選した。ストロードは選挙申し立てを提出したが、申し立ては審理されなかった。ウィンダムは国王ジェームズ2世のカトリック寛容政策に反対したため、1687年にサマセット統監を、1688年2月にサマセットの治安判事を解任された。
名誉革命に伴い、1688年10月に治安判事に復帰、1689年イングランド総選挙では1688年4月に10ポンドを費やして有権者をもてなした結果、再びストロードを破って当選、ストロードは再び選挙申し立てを提出したが却下された。この1689年仮議会ではあまり活動的ではなく、1690年イングランド総選挙でも再選したがその後も活動的ではなかった。また、1691年にサマセット副統監に復帰した。
セント・ジェームズ・ウェストミンスターで死去、1695年6月29日に自領オーカード・ウィンダム近くのセント・デキュマンズ教区教会（St. Decumans）に埋葬された。息子ウィリアムが準男爵位を継承した。

## 家族
1687年6月14日、キャサリン・ルーソン＝ゴア（Catharine Leveson-Gower、1704年3月14日没、第4代準男爵サー・ウィリアム・ルーソン＝ゴアの娘）と結婚、1男1女をもうけた。
- ウィリアム（1688年? – 1740年） - 第3代準男爵、政治家
- ジェーン（1719年2月6日埋葬） - 1708年、第4代準男爵サー・リチャード・グローヴナーと結婚[5]、1女をもうけた[6]